# Campionato nordamericano maschile di pallavolo 1995
Il XIV campionato nordamericano maschile di pallavolo si è svolto nel settembre 1995 a Edmonton, in Canada. Al torneo hanno partecipato 7 squadre nazionali nordamericane e la vittoria finale è andata per l'undicesima volta, la quinta consecutiva, a Cuba.

## Classifica finale
| Classifica | Squadre         | Qualificazione       |
| ---------- | --------------- | -------------------- |
|            | Cuba            | Coppa del Mondo 1995 |
|            | Stati Uniti     | Coppa del Mondo 1995 |
|            | Canada          | Coppa del Mondo 1995 |
| 4          | Porto Rico      |                      |
| 5          | Messico         |                      |
| 6          | Rep. Dominicana |                      |
| 7          | Haiti           |                      |